# I53
De I53 was een torpedo van Brits ontwerp en werd geproduceerd in een Franse torpedofabriek in Saint Tropez. De I53 torpedo werd door de Nederlandse marine gebruikt van 1923 tot 1946. Deze torpedo werd door de Nederlandse marine alleen gebruikt voor onderzeeboten. In totaal werden 27 van deze torpedo's gekocht.

## Technische kenmerken
- Diameter: 21 inch
- Massa: 1437 kilogram
- Lengte: 6,84 meter
- Explosief: 250 kilogram TNT
- Bereik: 4000 meter bij 39 knopen en 10.000 meter bij 26 knopen
- Motor: 4 cilinder radiaalmotor op perslucht

## Scheepsklasse die de I53torpedo gebruikte
- O 9-klasse
- K XI-klasse